# Lashly Mountains
Lashly Mountains är ett berg i Antarktis. Det ligger i Östantarktis. Australien gör anspråk på området. Toppen på Lashly Mountains är 2 620 meter över havet.
Terrängen runt Lashly Mountains är platt söderut, men norrut är den kuperad. Trakten är obefolkad. Det finns inga samhällen i närheten. 